# Claudio Pistolesi
Claudio Pistolesi (ur. 25 sierpnia 1967 w Rzymie) – włoski tenisista i trener tenisa, reprezentant w Pucharze Davisa.

## Kariera tenisowa
Zawodowym tenisistą był w latach 1985–1996. Wygrał 1 turniej rangi ATP World Tour w grze pojedynczej i osiągnął 1 finał w grze podwójnej.
W latach 1989–1991 reprezentował Włochy w Pucharze Davisa rozgrywając 4 pojedynki singlowe, z których w 2 triumfował.
W rankingu gry pojedynczej najwyżej był na 71. miejscu (17 sierpnia 1987), a w klasyfikacji gry podwójnej na 213. pozycji (17 listopada 1986).

### Finały w turniejach ATP World Tour
| Legenda                                      |
| -------------------------------------------- |
| Wielki Szlem                                 |
| Igrzyska olimpijskie                         |
| Tennis Masters Cup / ATP Finals              |
| ATP Masters Series / ATP Tour Masters 1000   |
| ATP International Series Gold / ATP Tour 500 |
| ATP International Series / ATP Tour 250      |

#### Gra pojedyncza (1–0)
| Końcowy wynik | Nr | Data             | Turniej | Nawierzchnia | Przeciwnik            | Wynik finału  |
| ------------- | -- | ---------------- | ------- | ------------ | --------------------- | ------------- |
| Zwycięzca     | 1. | 12 kwietnia 1987 | Bari    | Ceglana      | Francesco Cancellotti | 6:7, 7:5, 6:3 |

#### Gra podwójna (0–1)
| Końcowy wynik | Nr | Data         | Turniej   | Nawierzchnia | Partner     | Przeciwnicy                     | Wynik finału |
| ------------- | -- | ------------ | --------- | ------------ | ----------- | ------------------------------- | ------------ |
| Finalista     | 1. | 22 maja 1988 | Florencja | Ceglana      | Horst Skoff | Javier Frana Christian Miniussi | 6:7, 4:6     |

## Kariera trenerska
Po zakończeniu kariery zawodniczej zaczął pracować jako trener. Pracował wspólnie z tenisistkami takimi jak Monica Seles, Anna Smasznowa (którą poślubił w grudniu 2002; rozwiedli się w 2004), Ai Sugiyama i Daniela Hantuchová. Wśród tenisistów prowadził Davide Sanguinettiego, Simone Bolelliego, Michaela Berrera czy Robina Söderlinga.
W latach 1996–2002 był trenerem reprezentacji Japonii w Pucharze Davisa.